# Étienne de Dolein
Étienne de Dolein (Stephanus Dolanensis, Stephanus de Dolan, Stephan von Dolein, Stephan [von] Schram[m]), né vers 1350 et mort le 27 juillet 1421 est un moine chartreux germanophone qui écrivit des traités en latin contre les hussites. Ce fut le premier prieur de la chartreuse du Val-Josaphat, à Dolein (aujourd'hui Dolany), près d'Olmütz (aujourd'hui Olomouc). 

## Biographie
Étienne (Stephanus) descend d'une famille de la noblesse allemande, les Schram ou Schramm, originaires du Schaumbourg ou de l'Holstein, venus en Moravie dans la région d'Olmütz à l'appel de l'évêque d'Olmütz, Bruno de Schaumbourg. Dietrich de Schram, auquel Étienne était apparenté, avait un fief au début des années 1420 à Lotschnau (Svitavy). Au milieu du XIVe siècle, un Johannes de Schram devint burgrave de Mejlice; ce fief épiscopal (Melice) est décrit aussi sous le nom de Šrámov. Il avait aussi des possessions dans la région de Wischau. La nécropole familiale des Schram se trouvait à l'église des bénédictines de Pustimir.
Les parents d'Étienne étaient Hendlin de Schram et son épouse Hedwig (Edwige). Il est possible qu'Étienne soit le même qu'un certain Stephanus de Moravia qui obtint en 1372 son grade de bachelier de l'université Charles. Selon ses propres données, il obtint aussi le grade de magister artium. Ensuite il a été employé au notariat des terrae tabulae de Prague, puis à la chancellerie du roi de Bohême et empereur des Romains, Wenceslas. Il semble que ce soit sous l'influence de l'évêque de Prague, Jean de Jenstein, qu'Étienne de Schram ait choisi les chartreux. Il entre donc à la chartreuse de Prague (Hortus Beatae Mariae) fondée en 1342.
En 1378, l'évêque de Leitomischl, Albert de Sternberg (de), fonda la chartreuse de Tržek (Cartusia Rubus S. Mariae)); mais il mourut deux ans plus tard et la fondation rencontrait en plus de graves difficultés économiques, si bien que le chapitre général (à la Grande Chartreuse) décida avec le soutien du margrave de Moravie, Jobst, de la transférer dès que possible à Dolein. La chartreuse de Tržek se trouvait trop loin des domaines exploitables, aussi le chapitre général demanda-t-il au prieur Albert d'envoyer une partie de ses moines à Dolein qui se trouvait dans un fief de Moravie appartenant à l'évêque d'Olmütz; il fallait le consentement de l'évêque d'alors, Peter Jelito (de), ce qu'il consentit à donner peu avant sa mort en 1387.
Étienne fut choisi comme premier prieur et nommé dès lors Stephanus Dolanensis (Étienne de Dolein). Comme il y avait encore quelques moines demeurés à Tržek, Étienne fut aussi leur prieur. L'ancien prieur de Tržek, Jean de Lenbach, fut envoyé à Prague où il mourut le 12 mars 1415. Les derniers moines de Tržek quittèrent leur chartreuse pour celle de Prague en 1394.
Le prieur Étienne fit donc construire la nouvelle chartreuse avec son église entre 1387 et 1408. Afin de lui donner de bonnes assises économiques, il s'efforça d'accroître son domaine exploitable, fit l'acquisition d'un moulin, fit creuser des étangs et planter des vignes. Comme il avait hérité de sa famille du fief de Zeltsch (Želeč aujourd'hui), il le vendit et se servit de l'argent de la vente pour faire construire le monastère. Le margrave Jobst, qui  s'était porté protecteur de la chartreuse, lui fit don de deux fermes à Pollein, qui appartenaient au château de Twingenberg (Tepenec) désormais en ruines et déserté, ainsi qu'une propriété agricole à Haniowitz (Haňovice) avec un moulin. Pour la construction de l'église, Jobst offrit deux cents marks et fit don du fief de Lautschen (Loučany).
En 1401, Étienne rédigea un panégyrique intitulé Panegyricus in festum annuntiationis Mariae, en l'honneur de l'Annonciation de la Bienheureuse Vierge Marie. Puisqu'il entretenait de bonnes relations avec la chartreuse de Prague, il était tenu au courant par le prieur Marquart de la situation là-bas et de la rébellion des hussites, ainsi que des troubles à l'université Charles. Aussi en plus de sa charge de prieur et de ses obligations de véritable entrepreneur dans une chartreuse en plein démarrage économique, Étienne se mit-il à défendre l'orthodoxie et à combattre les idées de John Wyclif et de Jan Hus. Il écrivit de nombreux traités en latin afin de convaincre une frange cultivée qui était tentée par la sédition et dont certains membres faisaient partie de l'université. Entre 1408 et 1420, il fut nommé par le chapitre général visiteur de toutes les chartreuses de Haute-Allemagne. Il entretint des rapports cordiaux avec la chartreuse de Königsfeld, près de Brünn, et il noua une confraternité (societas fraternitatis) avec le couvent d'augustins de Landskron.
Lorsqu'il mourut en 1421, la lignée morave des Schram s'éteignit. Les hussites s'emparèrent en 1425 de la chartreuse de Dolein et la détruisirent de fond en comble. Les moines s'enfuirent à Olmütz, puis construisirent une nouvelle chartreuse non loin en 1443 ; elle fut supprimée par Joseph II en 1782.

## Quelques écrits

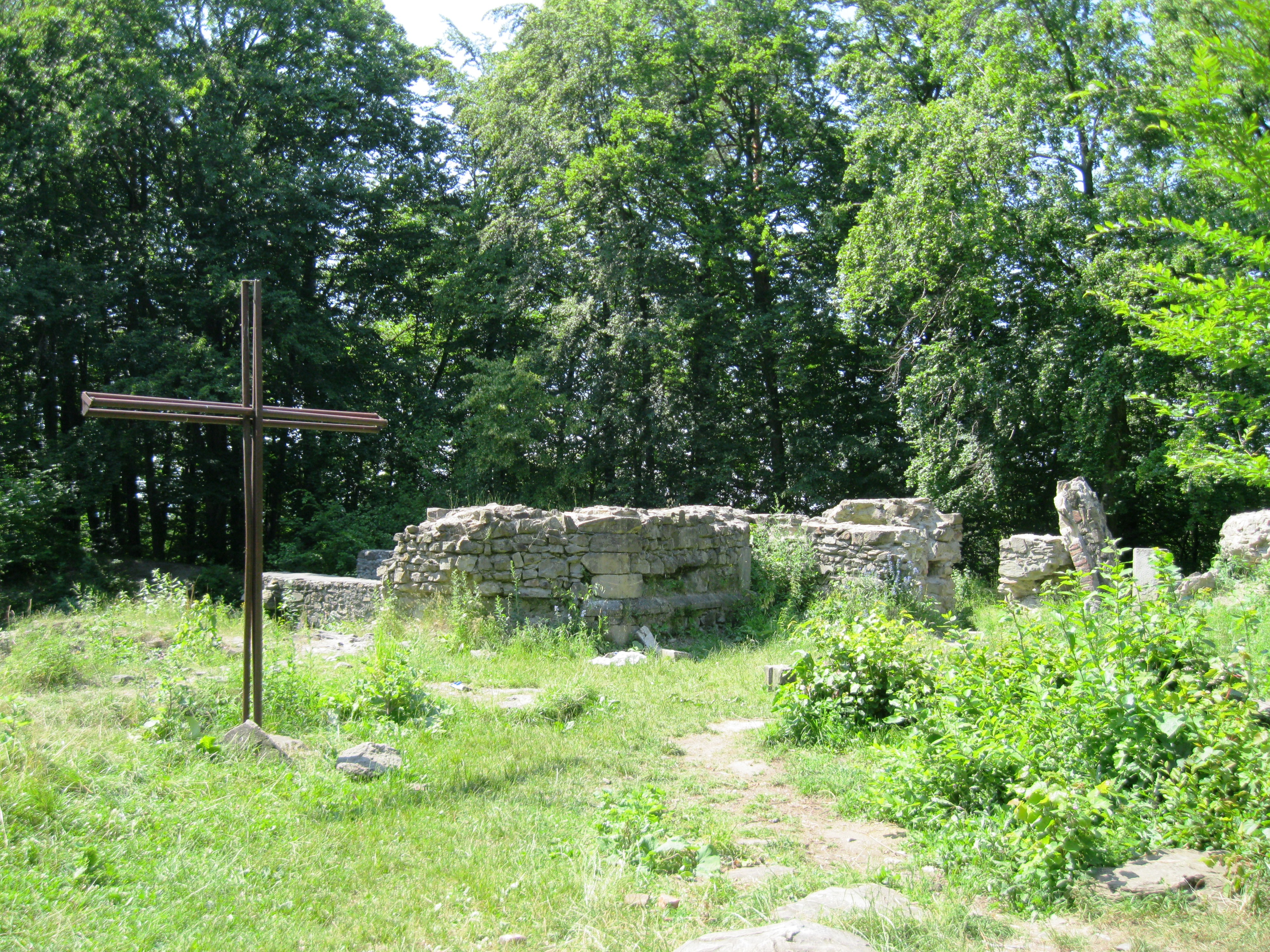
Vestiges de la chartreuse de Dolein Domus Vallis Josaphat

- Panegyricus in festum annuntiationis Mariae (1401)
- Medulla tritici seu Antiwiklefus (1408)
- Apologia pro sacris religionibus monasticis adversus Wickleffum aliosque
- Antihus (1412)
- Epistola invectiva Matris Ecclesiae in contendentes de papatu
- Dialogus volatilis inter aucam et passerem adversus Hussum (1414)
- Liber epistolaris ad Hussitas (1417)